# Суму-ла-Эль

Древнее Междуречье

Суму-ла-Эль — царь Вавилона, правил приблизительно в 1881 — 1845 годах до н. э., из I Вавилонской (аморейской) династии.
Сын Суму-абума, или, возможно, его племянник. Хаммурапи в своём перечислении предков не упоминает Суму-абума, а начинает с Суму-ла-Эля, так что, возможно, что Суму-ла-Эль не был прямым потомком Суму-абума.

## Биография
Суму-ла-Эль вёл войну с Алумбиуму, правителем Марада или Казаллу. В конце своего 2-го или начале 3-го года (около 1879/1878 годов до н. э.) Суму-ла-Эль нанёс Алумбиуму поражение, но затем сам был побеждён, а Алумбиуму захватил Дильбат. Неудачи в войне вынудили Суму-ла-Эля обнести на 4-м году правления (около 1877 года до н. э.) Вавилон новой крепостной стеной. На 6-м году (около 1875 года до н. э.) Дильбат опять переходит под контроль Суму-ла-Эля. Однако между 8 и 11 годами (около 1873 — 1870 годов до н. э.) Алумбиуму вновь удалось захватить Дильбат. И только на 11 году Дильбат был окончательно присоединён к Вавилонскому царству.
На 12-м году (около 1869 года до н. э.) Суму-ла-Эль завоевал Киш. В Кише он построил храм бога Забабы, о чём мы узнаём из надписи его потомка Хаммурапи:

«Хаммурапи, сильный царь, царь Вавилона, царь всей страны амореев, царь Шумера и Аккада, обновил Эметеурсаг, храм бога Забабы в Кише, который построил Суму-ла-Эль, его предок, и который обветшал».

С 17-го года (около 1864 года до н. э.) началась борьба с Яхцир-Элем, правителем города Казаллу. Воспользовавшись этой войной, в 18-й год правления Суму-абума (около 1863 года до н. э.) Киш поднял восстание, но вавилонский царь взял этот город и разрушил его стены. На 24-м году (около 1857 года до н. э.) Яхцир-Эль был, наконец, окончательно побеждён, а Суму-ла-Эль временно захватил Казаллу и Барзи.
Город Сиппар не решился сопротивляться Вавилону и заключил с ним союз. Суму-ла-Эль посадил там, видимо, правителем своего сына Сабиума и обнёс Сиппар валом, как принадлежащий ему город. Союзные отношения были также налажены с Уруком, и Суму-ла-Эль даже выдал свою дочь за урукского царя Син-кашида. Кроме того, воинские силы Вавилона близко подступили к Исину и Ниппуру, угрожая владениям исинского царя Эллиль-бани. Помимо военных мероприятий Суму-ла-Эль приступил к прокладке новых каналов и провёл отмену долгов и недоимок, а также сделал для верховного бога Вавилона Мардука и его супруги богини Царпанит троны из золота и золотые ковчеги.
Под старость Суму-ла-Эль потерпел поражение от царя Ларсы Син-иддинама.
Правил Суму-ла-Эль 36 лет.

## Список датировочных формул Суму-ла-Эля
|                             | |
| 1 год 1881 / 1880 до н. э.  | Год, когда царь Суму-ла-Эль вырыл канал Уту-хегаль (букв. «Изобилие Шамаша (шум. Уту)») RlA 2 165, 15 mu su-mu-la-el3 lugal-e id2-dutu-he2-gal2 mu-un-ba-al |
| 2 год 1880 / 1879 до н. э.  | Год после года, когда [царь Суму-ла-Эль] вырыл канал Уту-хегаль RlA 2 165, 16 mu us2-sa id2-dutu-he2-gal2 mu-un-ba-al |
| 3 год 1879 / 1878 до н. э.  | Год, когда Алумбиуму был поражён оружием RlA 2 165, 17 mu ha-la-am-bu-u2 gisztukul ba-sig3 |
| 4 год 1878 / 1877 до н. э.  | Год после года, когда Алумбиуму был поражён оружием RlA 2 165, 18 mu us2-sa ha-la-am-bu-u2 gisztukul ba-sig3 |
| 5 год 1877 / 1876 до н. э.  | Год, когда великая городская стена Вавилона (шум. Кадингирра) была построена RlA 2 165, 19 mu bad3 gal tin-tirki / ka2-dingir-raki ba-du3 |
| 6 год 1876 / 1875 до н. э.  | Год после года, когда великая городская стена Вавилона была построена RlA 2 165, 20 mu us2-sa bad3 gal tin-tirki / ka2-dingir-raki ba-du3 |
| 7 год 1875 / 1874 до н. э.  | Год, когда был построен храм Адада (шум. Ишкур) RlA 2 165, 21 mu e2-diszkur-re ba-du3 |
| 8 год 1874 / 1873 до н. э.  | Год после года, когда был построен храм Адада RlA 2 165, 22 mu us2-sa e2-diszkur-re ba-du3 |
| 9 год 1873 / 1872 до н. э.  | Второй год после года, когда был построен храм Адада RlA 2 165, 23 mu us2-sa us2-sa-bi e2-diszkur-re ba-du3 |
| 10 год 1872 / 1871 до н. э. | Год, когда … nudum RlA 2 165, 24 mu nu-du-um-ma |
| 11 год 1871 / 1870 до н. э. | Год, когда Суму-ла-Эль … RlA 2 165, 25 mu su-mu-la-el3 ... nam ... |
| 12 год 1870 / 1869 до н. э. | Год, когда Суму-ла-Эль вырыл царский канал RlA 2 165, 26 mu id2-lugal su-mu-la-el3 mu-un-ba-al |
| 13 год 1869 / 1868 до н. э. | Год, когда Киш был разрушен RlA 2 165, 27 mu kiszki ba-hul |
| 14 год 1868 / 1867 до н. э. | Год после года, когда Киш был разрушен RlA 2 165, 28 mu us2-sa kiszki ba-hul |
| 15 год 1867 / 1866 до н. э. | Второй год после года, когда Киш был разрушен RlA 2 165, 29 mu us2-sa us2-sa-bi kiszki ba-hul |
| 16 год 1866 / 1865 до н. э. | Третий год после года, когда Киш был разрушен RlA 2 165, 30 mu 4-kam-ma kiszki ba-hul |
| 17 год 1865 / 1864 до н. э. | Четвёртый год после года, когда Киш был разрушен RlA 2 165, 31 mu 5-kam-ma kiszki ba-hul |
| 18 год 1864 / 1863 до н. э. | Год, когда Яхцир-Эль был изгнан из Казаллу RlA 2 165, 32 mu ia-ah-zi-ir-el3 sza3 ka-zal-luki-ta ba-ra-e3 |
| 19 год 1863 / 1862 до н. э. | Год, когда городская стена Киша [высотой до] неба была разрушена RlA 2 165, 33 mu bad3-an-ne kiszki ba-gul |
| 20 год 1862 / 1861 до н. э. | Год, когда городская стена Казаллу была разрушена, а его армия была поражена оружием RlA 2 165, 34 mu bad3 ka-zal-luki ba-gul u3 eren2-bi gisztukul ba-sig3 |
| 21 год 1861 / 1860 до н. э. | Год после года, когда городская стена Казаллу была разрушена, а его армия была поражена оружием RlA 2 165, 35 mu us2-sa ka-zal-luki ba-gul u3 eren2-bi gisztukul ba-sig3 |
| 22 год 1860 / 1859 до н. э. | Год, когда [Суму-ла-Эль] изготовил для Мардука величественный трон, украшенный золотом и серебром RlA 2 165, 36 mu giszgu-za bara2 mah ku3-sig17 ku3-babbar-ta szu-du7-a dmarduk-ra mu-un-na-dim2-ma                                                                                                  |
| 23 год 1859 / 1858 до н. э. | Год после года, когда [Суму-ла-Эль] изготовил для Мардука величественный трон, украшенный золотом и серебром RlA 2 165, 37 mu us2-sa giszgu-za bara2 mah ku3-sig17 ku3-babbar-ta szu-du7-a dmarduk-ra mu-un-na-dim2                                                                                   |
| 24 год 1858 / 1857 до н. э. | Год, в котором [Суму-ла-Эль] сделал статую Царпанит RlA 2 165, 38 mu alan dzar-pa-ni-tum mu-un-na-dim2-ma |
| 25 год 1857 / 1856 до н. э. | Год, когда Яхцир-Эль был поражён оружием RlA 2 165, 39 mu ia-ah-zi-ir-el3 gisztukul ba-sig3-ge |
| 26 год 1856 / 1855 до н. э. | Год, когда [Суму-ла-Эль] сделал статуи Инанны и Нанны RlA 2 165, 40 mu alan dinanna u3 dna-na-a mu-un-dim2-ma |
| 27 год 1855 / 1854 до н. э. | Год, когда городские стены Куты (шум. Гудуа) и Анцагар-урки были построены RlA 2 165, 41 mu bad3 gu2-du8-aki u3 an-za-gar3-ur-gi7ki ba-du3 |
| 28 год 1854 / 1853 до н. э. | Год, когда Суму-ла-Эль вступил в Борсиппу RlA 2 165, 42; NBC 5066 mu su-mu-la-el3 sza3 bar-si2-paki i-ni-in-ku4-ra / ba-an-x-ku4 |
| 29 год 1853 / 1852 до н. э. | Год, когда царь Суму-ла-Эль построил городские стены Сиппара RlA 2 165, 43; RlA 2 165, 44 mu bad3 zimbirki su-mu-la-el3 lugal ba-du3 или szanat dur zimbirki su-mu-la-el3 szarrum i-pu-szu |
| 30 год 1852 / 1851 до н. э. | a Год, когда храм Забаба, Э-метеур-саг (букв. «Дом украшения героя») был построен RlA 2 165, 44 mu e2-me-te-ur-sag e2-dza-ba4-ba4 ba-du3 b Год, когда Суму-ла-Эль храм Забаба [Э-метеур-саг] построил JCS 15 57 134 mu e2-dza-ba4-ba4 su-mu-la-el3 ba-du3                                             |
| 31 год 1851 / 1850 до н. э. | Год, когда великая городская стена Хабуза была построена RlA 2 165, 45 mu bad3 gal ha-bu-uzki ba-du3 |
| 32 год 1850 / 1849 до н. э. | Год, когда [Суму-ла-Эль] углубил арык Иги-хур-саг (букв. «Противоположный горе») и вырыл канал Суму-ла-Эль-хегаль (букв. «Изобилие Суму-ла-Эля») RlA 2 165, 46; JCS 14 83 mu e igi-hur-sag-ga2 mu-un-si-ig u3 id2-su-mu-la-el3-he2-gal2 mu-ba-al или mu e igi-hur-sag-ga2 u3 id2-su-mu-la-el-he2-gal2 |
| 33 год 1849 / 1848 до н. э. | Год после года, когда [Суму-ла-Эль углубил] арык Иги-хур-саг [и вырыл] канал Суму-ла-Эль-хегаль RlA 2 165, 47 mu us2-sa e igi-hur-sag-ga2 mu-un-si-ig u3 id2-su-mu-la-el3-he2-gal2 mu-ba-al |
| 34 год 1848 / 1847 до н. э. | Год, когда Суму-ла-Эль… [и]… были поражены оружием … RlA 2 165, 48 mu su-mu-la-el3 ... gisztukul ba-sig3 |
| 35 год 1847 / 1846 до н. э. | a Год, когда Суму-ла-Эль изготовил [2 помоста для Энки в доме своего отца] RlA 2 165, 49 mu su-mu-la-el3 ... ra ku4-ra b Год, когда [Суму-ла-Эль] изготовил 2 помоста для Энки в доме своего отца CT 48 63 mu 2 bara2 den-ki e2 a-bi-szu i-ru-bu                                                      |
| 36 год 1846 / 1845 до н. э. | Год после года, когда Суму-ла-Эль изготовил [2 помоста для Энки в доме своего отца] RlA 2 166, 50 mu us2-sa su-mu-la-el3 ... ra ku4-ra |
| a                           | Год, когда Суму-ла-Эль создал большую статую RA 54 29: 34 mu su-mu-la-el3 alan gal-gal ba-du3 |
| b                           | Год, когда Суму-ла-Эль построил городскую стену Дильбата CT 8 44b: 30; Gautier 31 mu su-mu-la-el3 bad3 dal-batki / dul-ba-tum ba-du3 |
| c                           | Год, когда Суму-ла-Эль объявил «справедливость» (то есть отменил долги и простил недоимки) BM 17497 mu su-mu-la-el3 mi-sza-ra-am isz-[ku-nu]? |
| c+1                         | Год после года, когда Суму-ла-Эль объявил «справедливость» BM 17084 mu wa-ar-ki su-mu-la-el3 mi-sza-ra-am isz-ku-nu |
| d                           | Год, когда Суму-ла-Эль сделал две литавры для Шамаша (шум. Уту) BM 92615; CT 4 50a mu su-mu-la-el3 balag li-li-is3 2-a-bi dutu-ra mu-na-an-dim2 |